# 上野宣
上野 宣（うえの せん、1975年 - ）は、日本のコンピュータ技術者。

## 略歴
- 京都府生まれ、大阪府育ち、東京都在住[1]
- 父親は京都放送（KBS）の元技術マン。上野が誕生する頃に独立し、映像機器を扱う会社を経営しつつ、傍らでパソコンショップ「ハッカーズ」も手掛けていたが、上野が小学生の頃に倒産した[2][3]。
- 大阪府立大学工業高等専門学校卒業[3][2]
- 豊橋技術科学大学工学部卒業[3][2]
- 奈良先端科学技術大学院大学情報科学研究科博士前期課程修了[3][2]（山口英教授の下でネットワークとセキュリティを学ぶ[1]）
- 株式会社トライコーダ代表取締役（ハッキング技術を駆使したペネトレーションテストや実践トレーニングなどを提供）[4]
- TIPという別ペンネームがある[5]
- OWASP Japan 代表、一般社団法人セキュリティ・キャンプ協議会 GM、Hardening Project 実行委員、SECCON 実行委員、Flatt Security 社外取締役などを務める[4]
- 第16回「情報セキュリティ文化賞」受賞、(ISC)² 第11回アジア・パシフィック情報セキュリティ・リーダーシップ・アチーブメント受賞[4]

## 著書

### 単著
- 『ネットワーク初心者のためのTCP・IP入門』 白夜書房 2003年4月 ISBN 4893678485
- 『今夜わかるTCP/IP』 翔泳社 2004年12月 ISBN 4798108197
- 『今夜わかるHTTP』 翔泳社 2004年12月 ISBN 4798108200
- 『今夜わかるメールプロトコル』 翔泳社 2005年6月 ISBN 479810941X

### 共著
- 『ネットでライフハック -- 仕事をらくらく片付ける超便利!ウェブツール』 インプレスR&D 2007年3月 ISBN 9784844323778